# Claude Weisz
Pour les articles homonymes, voir Weisz.
Claude Weisz est un cinéaste français né à Paris le 11 mars 1939 et morte à Montélimar le 17 août 2019,.

## Biographie
Son père est un résistant communiste assassiné par les brigades spéciales. Sa mère est militante et assistante sociale, elle franchie avec son fils la ligne de démarcation en 1942.

## Filmographie

### Longs-métrages
- 1972 : Une saison dans la vie d'Emmanuel (d'après le roman Une saison dans la vie d'Emmanuel)  avec Germaine Montero, Lucien Raimbourg, Florence Giorgetti, Jean-François Delacour, Hélène Darche, Manuel Pinto, etc. (Festival de Cannes 1973 - Quinzaine des réalisateurs - Prix du Jury Festival Jeune Cinéma 1973)
- 1981 : La Chanson du mal-aimé avec Rufus, Daniel Mesguich, Christine Boisson, Véra Galatikova, Mark Burns, Philippe Clévenot, Dominique Pinon, Madelon Violla, Paloma Matta, Béatrice Bruno, Catherine Belkhodja, Véronique Leblanc, Philippe Avron, Albert Delpy, etc. (Festival de Cannes 1982 - Perspectives du cinéma français - Sélections hors compétition : Valencia, Valladolid, Istanbul, Montréal)
- 1987 :  On l'appelait... le Roi Laid  avec Yılmaz Güney (documentaire fictionnel) (Festival de Valencia 1988 - Grand Prix du documentaire "Colonne de Laurier" - Sélections hors compétition : Rotterdam, Valladolid, Strasbourg, Nyon, Cannes, Lyon, Le Caire)
- 2005 : Paula et Paulette, ma mère - Documentaire - Diffusion DVD

### Courts et moyens-métrages
- 1963 : La Grande Grève (coréalisation collectif CAS, IDHEC)
- 1966 : L'Inconnue, avec Paloma Matta et Gérard Blain (Prix CNC Hyères, Sidney)
- Un village au Québec
- Montréal
- 1969 :  Deux aspects du Canada
- 1976 :  La Hongrie, vers quel socialisme ? (Nomination meilleur documentaire Césars 1977)
- 1977 :  Tibor Déry, portrait d'un écrivain hongrois
- L'Huître boudeuse
- 1977 : Ancienne maison Godin ou le familistère de Guise
- 1977 : Passementiers et Rubaniers
- Le Quinzième Mois
- 1984 :  C'était la dernière année de ma vie (Prix FIPRESCI Festival Oberhausen 1985 - Nomination Césars 1986)
- Nous aimons tant le cinéma (film de l'année européenne du cinéma - Delphes 1988)
- Participation jusqu'en 1978 à la réalisation de films « militants »

### Télévision
- Série de sept dramatiques en langue allemande
- Nombreux films de type documentaire et semi-dramatique (TVS CNDP)
- Initiation à la vie économique (série d'émissions TV - RTS promotion)
- Contemplatives... et femmes (TF1 - 1976)
- Suzel Sabatier (FR3)
- Un autre Or Noir (FR3)
- Vivre en Géorgie
- Portrait d'une génération pour l'an 2000 (France 5 - 2000)
- Femmes de peine, femmes de cœur (FR3 - 2003)

### Documentaires hors télévision
- La porte de Sarp est ouverte (1998)
- Une histoire balbynienne (2002)
- Tamara, une vie de Moscou à Port-au-Prince (inachevé)
- Hana et Khaman (inachevé)
- En compagnie d'Albert Memmi (inachevé)
- Le Lucernaire, une passion de théâtre
- Les quatre saisons de la Taillade ou une ferme l'autre
- Histoire du peuple kurde (en développement et en cours de tournage)
- Les kurdes d'Auvergne (2009 - 2012) une trilogie : 1 - Bourg-Lastic ; 2 - Nazdar ; 3 - Voyage

- Réalisation de films institutionnels et industriels, ainsi que de documents dans le cadre associatif.

### Activités para cinématographiques
Reporter photographe durant le service national (1964- 1965)
- Écrits divers sur le cinéma
- Collaboration au "Dictionnaire du cinéma" P.U.F.
- Chargé de cours Paris - Censier (DECAV) - IDHEC
- Responsable de stages, INA, GRETA, Ateliers de formation à l'audiovisuel

- Cofondateur du bureau de liaison du Cinéma de l'Espace Francophone
- Cofondateur (1989) et Président de l'association "Cinéma et liberté" 1992 - 1999
- Délégué général du Festival des Premiers Films (S.R.F.) (1991 - 1995)
- Président de "la Cathode" (2003 -2006) association développant une production de films documentaires, à partir d'ateliers de formation à l'audiovisuel, en Seine-Saint-Denis

## Prix et nominations
- Césars 1977 : nomination au césar du meilleur court métrage documentaire pour Hongrie vers quel socialisme ?
- Césars 1986 : nomination au césar du meilleur court métrage documentaire pour C'était la dernière année de ma vie